# 奇異控制
最优控制中的奇異控制（singular control）是指一些不容易求解，無法利用庞特里亚金最小化原理求出完整解的問題。這類問題中只有少部份已有解答，例如金融經濟學中的默頓的投資組合問題或是航空學中的軌跡最佳化問題。以下有進一步的技術說明。
應用庞特里亚金最小化原理時，最常見的困難點是當哈密頓量和控制 {\displaystyle u}有線性關係時，也就是{\displaystyle H(u)=\phi (x,\lambda ,t)u+\cdots }，而且控制有其上下限{\displaystyle a\leq u(t)\leq b}。為了使{\displaystyle H(u)}有最小值，需要儘可能的將{\displaystyle u}增加到最大，或是減少到最小，依{\displaystyle \phi (x,\lambda ,t)}的符號而異：
{\displaystyle u(t)={\begin{cases}b,&\phi (x,\lambda ,t)<0\\?,&\phi (x,\lambda ,t)=0\\a,&\phi (x,\lambda ,t)>0.\end{cases}}}
若{\displaystyle \phi }有時為正，有時為負，偶爾是0，則其解相當的直接，即為起停式控制，當{\displaystyle \phi }由負切到正時，控制由{\displaystyle b}切換到{\displaystyle a}。
若{\displaystyle \phi }在一段有限時間{\displaystyle t_{1}\leq t\leq t_{2}}內均為0，則稱為奇異控制。在{\displaystyle t_{1}}和{\displaystyle t_{2}}之間，哈密頓量對{\displaystyle u}的最大化無法提供有關解的資訊，這段期間的解需要透過其他的資訊來求得。
（有一個作法是重複的將{\displaystyle \partial H/\partial u}對時間微分，直到有出現顯式控制項為止，之後可以令該式為0，求解u。因此在時間 {\displaystyle t_{1}} 和 {\displaystyle t_{2}}之間的控制 {\displaystyle u} 會讓奇異條件繼續成立，可以用此方式來計算控制 {\displaystyle u}。所得的奇異弧（singular arc）若滿足凱利條件（Kelley condition），奇異弧也會是最佳解：
{\displaystyle (-1)^{k}{\frac {\partial }{\partial u}}\left[{\left({\frac {d}{dt}}\right)}^{2k}H_{u}\right]\geq 0,\,k=0,1,\cdots }
。此條件也稱為廣義的Legendre-Clebsch條件）。
bang-singular控制是指控制中有起停式控制的成份，也有奇異控制的成份。